# Іващенко Юрій Васильович
Юрій Васильович Іващенко (4 лютого 1930, Ромни — 10 вересня 2013, Україна) — кандидат історичних наук, ректор Тернопільського педагогічного інституту.

## Навчання
Середню школу Юрій Іващенко закінчив із золотою медаллю. В 1946 році вступив на службу до військового автомобільного училища в м. Ромни. Військова служба тривала до 1954 року.
Наступного року вступив на заочне відділення до Ростовського університету на історичний факультет, де провчився до 1963 року.
У 1977 році підготував і захистив кандидатську дисертацію. Після захисту здобув науковий ступінь кандидата історичних наук.

## Професійна діяльність
Із 1956 по 1961 рр. — секретар комітету комсомолу тресту «Запоріжбуд». Із 1959 року — секретар Запорізького міського комітету комсомолу. У 1963—1964 рр. працював директором школи робітничої молоді, з 1969 по 1979 рр. — заступником завідувача відділу пропаганди та агітації Запорізького обкому партії. У 1977 році був нагороджений орденом «Знак Пошани».
У 1979 році став ректором Запорізького педагогічного інституту. На цю посаду Юрія Васильовича запросило Міністерство освіти та науки України, враховуючи досвід та високий професійний рівень. Саме під керівництвом Іващенка Юрія Васильовича було створено наукову та матеріальну базу для перетворення інституту в державний університет. Його він очолював до 1984 року.
У цьому ж, 1984 році, очолив Тернопільський педагогічний інститут. У Тернополі працював до 1990 року.
1991 року був призначений професором кафедри українознавства в Запорізькому національному технічному університеті, де працював до 2006 року. З того часу — на пенсії.

## Наукова робота
Іващенко Юрій Васильович є автором понад 100 наукових праць, 7 монографій, зокрема, «Вчитель на завтра: досвід, проблеми, пошуки рішень».
Вибрані праці:
- Дидактические проблемы подготовки учительских кадров: тез. науч.-практ. конф., 27—28 сентября 1988 г. / под ред. Ю. В. Иващенко, А. Н. Ломакович. — Тернопіль: ТДПИ, 1988.
- Іващенко Ю. В. Виконавець чи творець: [деякі роздуми про хід реформи вищої школи ректора ТПІ ім. Я. Галана] // Радянська освіта. — 1990.
- Іващенко Ю. В. Інститут на шляху перебудови: [з виступу ректора Ю. В. Іващенка на пленарному засідані наук.-практ. конф.] // Студентський вісник. — 1988.
- Іващенко Ю. В. На старті пошуку: [про перебудову діяльності Тернопільського педінституту] // Початкова школа. — 1989. — № 3.
- Иващенко Ю. В. Учитель на завтра: опыт, проблемы, поиски решений / под ред. А. И. Комаровой. — Тернополь: ТГПИ, 1991.
- Іващенко Ю. В. Хто господар в інституті: [про реконструкцію, будівництво, зміцнення матеріальної бази ТПІ ім. Я. Галана] // Вільне життя. — 1986.
- Учитель на завтра: Перестройка. Решили — делаем: [беседа с ректором Тернопольского пед. ин-та Ю. Иващенко] // Советский Союз. — 1988. — № 3.